# قلعه‌حاجی گلدی‌خان
قلعه‌حاجی گلدی‌خان روستایی در دهستان قزل‌آلان بخش گلدشت شهرستان گمیشان استان گلستان ایران است.

## جمعیت
بر پایه سرشماری عمومی نفوس و مسکن در سال ۱۳۹۵ جمعیت این مکان ۴۶۱ نفر (۱۳۲خانوار) بوده‌است.